# Silikatgestein
Silikatgesteine sind die häufigsten Gesteine der Erdkruste. Sie bestehen überwiegend aus Silikatmineralen wie Feldspäten, Quarz, Amphibolen, Pyroxenen oder Foiden. Der Gegensatz zu Silikatgesteinen sind Karbonatgesteine. 
Während in der Petrographie als Teilgebiet der eher forschungsorientierten Geologie statt von Silikatgesteinen eher von deren Konstituenten, den Silikatmineralen, gesprochen wird, und die Grobgliederung der Gesteine nicht nach ihrer Zusammensetzung, sondern nach ihrer Entstehung erfolgt, ist der Ausdruck Silikatgesteine in der Ingenieurgeologie und in der Bautechnik relativ geläufig. Die Baupraxis spricht auch – wenngleich nicht ganz korrekt – von „Hartgesteinen“.
Tatsächlich sind die meisten als Silikatgesteine bezeichneten Gesteine entweder Eruptiv- bzw. Tiefengesteine oder Metamorphe Gesteine (verschiedenartiger Abkunft) im petrographischen Sinn, während unter Karbonatgesteinen in erster Linie Sedimentgesteine (vor allem Kalksteine) verstanden werden. Zu den hellen Konstituenten typischer Silikatgesteine gehören Quarz, Feldspäte und Foide, die auch felsische Minerale genannt werden. Dunkle oder mafische Bestandteile von Silikatgesteinen sind vor allem Pyroxene, Amphibole und Biotit-Glimmer.
Die Benennung einzelner Silikatgesteinsarten richtet sich nach der allgemeinen petrographischen Nomenklatur, das heißt meist nach dem Mengenverhältnis der beteiligten Minerale (bei magmatischen Gesteinen ein Ausdruck des Chemismus der Ausgangsschmelze, bei metamorphen Gesteinen auch ein Ausdruck der Bildungsbedingungen) sowie nach Gefügemerkmalen (z. B. Schieferung und vorherrschende Korngröße, wiederum abhängig von den Bildungsbedingungen).